# Stazione di San Giacomo di Teglio
Stazione di San Giacomo di Teglio vasútállomás Olaszországban, Lombardia régióban, Teglio településen.

## Vasútvonalak
Az állomást az alábbi vasútvonalak érintik:
- Tirano–Lecco-vasútvonal

## Kapcsolódó állomások
A vasútállomáshoz az alábbi állomások vannak a legközelebb:
- Stazione di Chiuro
- Stazione di Tresenda-Aprica-Teglio